# Milano–Sanremo Donne 2025
Milano–Sanremo Donne 2025 war die erste Austragung dieses Straßenrennens für Frauen. Das Rennen fand am 22. März statt, am selben Tag wie die Austragung für Männer, und war Teil der UCI Women’s WorldTour.

## Teilnehmende Mannschaften
| UCI Women's WorldTeams (15)- FDJ-Suez - Team SD Worx-Protime - Liv AlUla Jayco - Lidl-Trek - Canyon//SRAM zondacrypto - Movistar Team - Human Powered Health - Uno-X Mobility - Team Visma \| Lease a Bike - AG Insurance-Soudal Team - Ceratizit Pro Cycling Team - Roland - UAE Team ADQ - Team Picnic PostNL - Fenix-Deceuninck UCI Women's ProTeams (4)- Cofidis Women Team - EF Education-Oatly - Laboral Kutxa-Fundación Euskadi - VolkerWessels Women's Pro Cycling Team UCI Women's Continental Teams (5)- Aromitalia 3T Vaiano - Isolmant-Premac-Vittoria - Top Girls Fassa Bortolo - Team Mendelspeck E-Work - Bepink-Imatra-Bongioanni |
| |

## Streckenführung
Das Rennen wurde im September 2024 angekündigt und die teilnehmenden Teams Ende Februar. Einzelheiten über den Parcours wurden allerdings erst zwei Wochen vor dem Rennen bekannt. Das Rennen begann in Genua und führte auf 156 Kilometern Länge entlang der ligurischen Küste nach Sanremo. Es führte daher im Gegensatz zum Männer-Rennen nicht durch die Po-Ebene und über den Passo del Turchino, war aber ab dem Genueser Vorort Voltri mit diesem identisch. Insbesondere wurden im Finale die Steigungen von Cipressa und Poggio befahren.

## Rennverlauf und Ergebnis
Das Rennen startete bei regnerischem Wetter, doch klarte es im weiteren Verlauf auf. Anne Knijnenburg bestritt als Solistin zwei Ausreißversuche, auch Laura Tomasi und Virginia Bortoli fuhren längere Zeit vor dem Hauptfeld; alle drei wurden jedoch noch vor dem Fuß der Cipressa eingeholt. Jener Anstieg dünnte das Peloton aus, so dass etwa 40 Fahrerinnen gemeinsam zum Beginn des Poggio kamen. Dort schlug insbesondere Cecilie Uttrup Ludwig ein hohes Tempo an, so dass das Feld auf 15 Fahrerinnen schrumpfte. Demi Vollering und Puck Pieterse versuchten auf der Abfahrt vergeblich, eine Lücke zu reißen. Elisa Longo Borghini attackierte ihrerseits zum Ende der Abfahrt und konnte sich mehrere Sekunden Vorsprung verschaffen. Weltmeisterin Lotte Kopecky spannte sich in den Dienst ihrer Mannschaftskameradin Lorena Wiebes und fuhr die Verfolger auf der Zielgeraden wieder an Longo Borghini heran, Wiebes gewann den Sprint knapp vor Marianne Vos. Pauline Ferrand-Prévot, ursprünglich als Vierte ins Ziel gekommen, wurde von der Jury auf den 15. Platz relegiert, da sie Noemi Rüegg behindert habe.
| \| Gesamtwertung \| Gesamtwertung \| Gesamtwertung \| Gesamtwertung \| Gesamtwertung \| \| Fahrerin \| Fahrerin \| Land \| Team \| Zeit \| \| ------------- \| ---------------------------- \| ------------------ \| -------------------------- \| --------------- \| \| 1. \| Lorena Wiebes \| Niederlande \| SD Worx-Protime \| 3 h 43 min 32 s \| \| 2. \| Marianne Vos \| Niederlande \| Team Visma \\| Lease a Bike \| + 0 s \| \| 3. \| Noemi Rüegg \| Schweiz \| EF Education-Oatly \| + 0 s \| \| 4. \| Demi Vollering \| Niederlande \| FDJ-Suez \| + 0 s \| \| 5. \| Kimberley Le Court de Billot \| Mauritius \| AG Insurance-Soudal Team \| + 0 s \| \| 6. \| Chloé Dygert \| Vereinigte Staaten \| Canyon//SRAM zondacrypto \| + 0 s \| \| 7. \| Elisa Balsamo \| Italien \| Lidl-Trek \| + 0 s \| \| 8. \| Juliette Labous \| Frankreich \| FDJ-Suez \| + 0 s \| \| 9. \| Lotte Kopecky \| Belgien \| SD Worx-Protime \| + 0 s \| \| 10. \| Puck Pieterse \| Niederlande \| Fenix-Deceuninck \| + 0 s \| |                              |                    |                            |                 |
| |                              |                    |                            |                 |
| |                              |                    |                            |                 |
| Gesamtwertung |                              |                    |                            |                 |
| Fahrerin | Fahrerin                     | Land               | Team                       | Zeit            |
| 1. | Lorena Wiebes                | Niederlande        | SD Worx-Protime            | 3 h 43 min 32 s |
| 2. | Marianne Vos                 | Niederlande        | Team Visma \| Lease a Bike | + 0 s           |
| 3. | Noemi Rüegg                  | Schweiz            | EF Education-Oatly         | + 0 s           |
| 4. | Demi Vollering               | Niederlande        | FDJ-Suez                   | + 0 s           |
| 5. | Kimberley Le Court de Billot | Mauritius          | AG Insurance-Soudal Team   | + 0 s           |
| 6. | Chloé Dygert                 | Vereinigte Staaten | Canyon//SRAM zondacrypto   | + 0 s           |
| 7. | Elisa Balsamo                | Italien            | Lidl-Trek                  | + 0 s           |
| 8. | Juliette Labous              | Frankreich         | FDJ-Suez                   | + 0 s           |
| 9. | Lotte Kopecky                | Belgien            | SD Worx-Protime            | + 0 s           |
| 10. | Puck Pieterse                | Niederlande        | Fenix-Deceuninck           | + 0 s           |